# CARE International
CARE — гуманітарна організація, яка бореться з бідністю у світі. Заснована у 1945 році.
CARE — акронім від англ. Cooperative for Assistance and Relief Everywhere, що буквально означає «кооператив для сприяння і допомоги усюди», але це також гра слів, адже з англ. care перекладається як «турбота, піклування, догляд, надання допомоги».
До 2020 року програми організації охопили 200 мільйонів людей у сферах гуманітарної допомоги та реагування на надзвичайні ситуації, продовольства та харчування, охорони здоров'я матері та дитини, а також освіти та роботи для жінок і дівчат.
У 1945 році 22 американські благодійні організації- цивільні, релігійні, кооперативні та трудові — об'єдналися з метою постачання продовольчої допомоги Європі після Другої світової війни. За кілька місяців вони доставили першу партію з 20 000 наборів.
Місія організації — перемогти бідність, зокрема через досягнення гендерної справедливості. Окрім того, CARE працює з мільйонами дрібних фермерів, щоб підвищити продуктивність та врожайність продукції, керує програмою мікрозаощаджень, в якій 7 мільйонів людей заощаджують разом та підтримують один одного у розвитку малого бізнесу, піклується про здоров'я матері та дитини, допомагає біженцям і людям, що зіткнулися з кризою.
У 2022 році з початком війни в Україні CARE розпочала свою місію в Україні. Усі програми CARE реалізовує у співпраці з місцевими НГО та ГО[джерело?].